# Nyánaponika Maháthera
Ctihodný Nyánaponika Maháthera (21. července 1901, Hanau, Německo – 19. října 1994, Forest Hermitage, Kandy, Srí Lanka) patří mezi význačné postavy theravády ve 20. století. Společně se svým učitelem ctihodným Nyánatilokou Mahátherou byli prvními historicky doloženými mnichy evropského původu, kteří se účastnili buddhistického koncilu (sangáyana), konkrétně šestého v letech 1954–1956 (Rangún, Barma). Byl zakladatelem Buddhist Publication Society v Kandy na Srí Lance, která společně s anglickou Pali Text Society hrála nejdůležitější roli při zprostředkování textů Buddhova učení současnému euro-americkému světu.

## Životopis
Ctihodný Nyánaponika Maháthera se narodil 21. července 1901 jako Siegmund Feniger německé židovské rodině v Hanau. Siegmund Feniger absolvoval celou školní docházku až do maturity na humanistickém gymnáziu ve městě Králova Huť ve Slezsku na česko-polské hranici. Jeho spolužák z celé té doby Max Kreutzberger, který se po 2. světové válce stal významným publicistou v USA, umožnil pak v roce 1965 ctihodnému Nyánaponikovi první cestu do Evropy. Po přestěhování do Berlína v roce 1922 se setkal s knihami svého budoucího mnišského učitele ctihodného Nyánatiloky Maháthery (vlastním jménem Anton Gueth), který již na počátku 20. století působil jako buddhistický mnich nejenom v Asii, ale i v Evropě. Při četbě se dozvěděl o ostrovní poustevně pro buddhistické mnichy ze západu, který v Dodanduwa na Srí Lance ctihodný Nyánatiloka Maháthera založil a kam Siegmund Feniger v roce 1936 zamířil, poté když se mu s matkou podařilo uprchnout z nacistického Německa do Vídně.

Po krátkém studijním údobí obdržel ordinaci na novice (sámanera) a v roce 1937 se již stal mnichem s vyšším svěcením (bhikkhu). Před vypuknutím války se mu podařilo zařídit vycestování matky a nejbližších příbuzných z Vídně na Srí Lanku. Po vypuknutí války byly všichni muži německého původu na území Velké Británie považováni za špióny, a tak byl ctihodný Nyánaponika i se svým učitelem internován, nejprve v Diyatalawa na Srí Lance, později v Dehra Dun v severní Indii, táboře, jenž je zachycen i v knize a filmu Sedm let v Tibetu. Přes náročné podmínky internace pracoval ctihodný Nyánaponika na překladech kanonických textů do němčiny. Na Srí Lanku se vrátil po skončení války v roce 1946 a roku 1951 zde obdržel občanství. Společně se svým učitelem se v roce 1947 usídlil ve Forest Hermitage v Kandy, kde žil až do své smrti v říjnu 1994.

Když se začalo blížit 2500. výročí narození historického Buddhy, byl ctihodný Nyánatiloka Maháthera a ctihodný Nyánaponika Thera pozváni do Barmy k přípravě šestého buddhistického koncilu (sangáyana). Stali se tak prvními historicky doloženými mnichy evropského původu, kteří se účastnili buddhistického koncilu. Ctihodný Nyánaponika zde také prošel intenzivním tréninkem meditace všímavosti a vhledu pod vedením nejvýznamnějšího mnicha 20. století, ctihodného Mahási Sayadaw, který koncilu předsedal a působil v roli závěrečného editora (Osana) a tazatele (Pucchaka).

Roku 1958 se stal prezidentem, hlavním editorem a spoluzakladatelem (s panem A. S. Karunaratne a Richardem Abeysekerou) Buddhist Publication Society (http://www.bps.lk/aboutus.asp), vydavatelství, které v druhé půli 20. století hrálo zásadní roli při zprostředkování Buddhova učení anglicky mluvícím zájemcům v celém euroamerickém světě. Dar Dhammy (Dhammadána) nabízel nejenom jako autor a editor mnoha textů, ale i jako učitel mnohých, ať už jej vyhledali v jeho lesní postevně v Kandy, nebo se s ním setkali při jeho cestách do Švýcarska, kam v sedmdesátých letech přijížděl na pozvání Dr. Mirko Frýby.

## Publikace
Ctihodný Nyánaponika Maháthera psal v němčině a angličtině (http://www.accesstoinsight.org/lib/authors/nyanaponika/), souhrn jeho textů lze naléz v knize E. Fromm, M. Frýba, Opravdové přátelství podle nauky Buddhovy, Olomouc, Votobia, 2001. V češtině vyšly následující texty:

•	Jádro buddhistické meditace, Praha, DharmaGaia, 1995

•	Pět duševních překážek, in Od srdce k srdci, Praha, Stratos, 1995

•	Město mysli a další texty, Praha, 2000

•	Kořeny dobrého a zlého, Praha, DharmaGaia, 2000.